# Newbritainhonungsfågel
Newbritainhonungsfågel (Vosea whitemanensis) är en fågel i familjen honungsfåglar inom ordningen tättingar.

## Utseende och läte
Newbritainhonungsfågel är en relativt stor (22,5 cm) färglös honungsfågel med en mycket lång nedåtböjd näbb som är nästan fem gånger så lång som huvudet. Bakom ögat syns ett smalt område med bar hud och på vingarna en senapsgul till olivgrön fläck. Sången består av en serie med tre till åtta mjuka parvisa visslingar som avges ungefär ett par per 0,7 sekund. Första tonen är rak, den andra mer drillande eller ojämn, något fallande och mörkare påminnande om sothonungsfågeln.

## Utbredning och systematik
Fågeln placeras som enda art i släktet Vosea och förekommer i bergstraktar på centrala New Britain i Bismarckarkipelagen. Den behandlas som monotypisk, det vill säga att den inte delas in i några underarter.

## Status
Newbritainhonungsfågeln tros ha ett relativt litet bestånd som understiger 10 000 vuxna individer. Den minskar också långsamt i antal till följd av avskogning, framför allt drivet av utbredningen av oljepalmplantage. Internationella naturvårdsunionen
IUCN kategoriserar arten som nära hotad.